# Aeroportul Uriman
Aeroportul Uriman (IATA: URM, ICAO: SVUM) este un aeroport din Bolívar, Venezuela.
Situat la o altitudine de 473 m, aeroportul dispune de o singură pistă.